# Comitè Olímpic d'Israel

Bandera d'Israel.

El Comitè Olímpic d'Israel (COI) (en hebreu: הוועד האולימפי בישראל) és una institució jurídica de dret privat, i una organització sense ànim de lucre, que està constituïda amb conformitat amb les normes olímpiques, i que es troba subjecte a les lleis de l'Estat d'Israel. El C.O. Israelià és l'encarregat de coordinar les activitats a nivell olímpic del país (Comitè Olímpic Nacional).

## Història

### Primers anys
El Comitè Olímpic d'Israel té com a data de la seva creació l'any 1933, quan el Comitè Olímpic de la Terra d'Israel, va ser fundat en el Mandat Britànic de Palestina, i posteriorment fou reconegut pel Comitè Olímpic Internacional, com el Comitè Olímpic Nacional de Palestina.
En la pràctica, el C.O. Israelià estava controlat per l'organització esportiva Maccabi, i tan sols coordinava les activitats esportives de la comunitat jueva a Palestina, que aleshores era una minoria en el Mandat Britànic de Palestina. Després de l'establiment de l'Estat sionista d'Israel en 1948, el Comitè Olímpic d'Israel va ser reorganitzat en 1951, sota el lideratge compartit de les dues majors organitzacions esportives del país, Maccabi i Hapoel.

### Reconeixement del COI
En 1952 el Comitè Olímpic d'Israel va ser reconegut pel Comitè Olímpic Internacional, just a temps perquè Israel pogués debutar com a participant en els Jocs Olímpics de Hèlsinki. El Comitè Olímpic d'Israel ha enviat delegacions a tots els Jocs Olímpics des d'aleshores, amb l'excepció dels Jocs Olímpics de Moscou, que van ser boicotejats durant la Guerra de l'Afganistan. El Comitè Olímpic d'Israel va debutar en els Jocs Olímpics d'Hivern de 1994, i des de llavors ha estat un participant regular en els jocs d'hivern.

### Participació en els Jocs Asiàtics
Entre els anys 1954 i 1974, Israel va participar en els Jocs Asiàtics, però la pressió política dels països àrabs va provocar l'expulsió d'Israel del Comitè Olímpic Asiàtic en 1981.

### Festivals Olímpics de la Joventut Europea
En 1994, la seleccions esportives israelianes, van ser admeses en les organitzacions esportives europees, i van esdevenir un membre de ple dret. Des de 1995, Israel ha participat en els Festivals Olímpics de la Joventut Europea, que són celebrats cada dos anys.